# Koanophyllon tinctorium
Koanophyllon tinctorium là một loài thực vật có hoa trong họ Cúc. Loài này được Arruda ex H.Kost. mô tả khoa học đầu tiên năm 1816.